# Zlatá Baňa
Zlatá Baňa est un village de Slovaquie situé dans la région de Prešov.

## Histoire
Première mention écrite du village en 1567.

## Démographie

### Évolution de la population
| Année:               | 1994. | 2004.   | 2014.   | 2024.   |
| -------------------- | ----- | ------- | ------- | ------- |
| Nombre de personnes: | 406   | 416     | 451     | 431     |
| Différence:          |       | +2,46 % | +8,41 % | -4,43 % |

| Année:               | 2023. | 2024.   |
| -------------------- | ----- | ------- |
| Nombre de personnes: | 445   | 431     |
| Différence:          |       | -3,14 % |